# Laguna di Narta
La Laguna di Narta (in albanese Laguna e Nartës) è una laguna del Mar Adriatico sul Mar Mediterraneo nella costa centrale dell'Albania. La laguna si estende a nord del Golfo di Valona sulla sponda orientale del Canale d'Otranto ed è separata dal mare da una stretta fascia litoranea, costituita da una duna alluvionale. Ha una superficie di 41,8 km² (16,1 mi²) con una profondità massima di 1,5 m (4,9 ft) .
Si trova all'interno dei confini del Paesaggio Protetto Vjosa-Narta ed è stata riconosciuta come Important Bird and Biodiversity Area. A partire da maggio 2020, ospita 3.000 fenicotteri. È formata dal costante accumulo di flusso solido del fiume Voiussa, che ha origine all'interno dei monti Pindo vicino al confine tra Albania e Grecia.
La laguna prende il nome dal villaggio di Nartë, che si trova sulla sponda meridionale della laguna. All'interno della laguna, ci sono due isole, con l'isola di Zvërnec che è la più grande. Una passerella in legno collega la terraferma all'isola, dove si trova un monastero del XIII secolo. In laguna si contano almeno 34.800 uccelli svernanti.